# Clos Genest
Le Clos Genest est un ensemble de maisons et un jardin construits à la fin du XIXe siècle et au début du XXe siècle par l’architecte Casimir Genest (1846-1918) à Valence (Drôme) pour en faire son habitation personnelle et celle de sa famille. Le Clos Genest se compose à l’origine de quatre « villas », dont la villa des Cigales et la villa Margot. Deux autres bâtiments, le Castelet et la villa des Violettes, qui devint dans les années 1920 la clinique Saint-Joseph, ont été détruits. Le Clos Genest se situe rue des Moulins, à proximité de la Cité scolaire Camille-Vernet dans le quartier de Châteauvert, à peu de distance d’une autre réalisation de Casimir Genest, la cité des Officiers.

## Casimir Genest
Casimir Genest, né le 22 juin 1846 à Voiron (Isère), mort en 1918 à Valence, est un architecte, amateur d’art, ami de nombreux artistes, truculent et passionné, qui a beaucoup travaillé dans une optique sociale et urbanistique, d’abord avec sa ville natale, puis à Valence dont il a été conseiller municipal au sein du Parti radical. De ses réalisations architecturales, marquées de l’éclectisme de son temps, il reste peu de témoignages : la cité des Officiers et le clos Genest, inscrites au titre des monuments historiques depuis 1997.

## Historique
Casimir Genest construit successivement plusieurs maisons sur le vaste terrain situé entre les rues des Moulins et la rue du Pont-du-Gât. La première est la villa des Violettes. Suivent le Castelet, puis la villa des Cigales, enfin la villa Margot (1904). Convertie en clinique, la villa des Violettes subsistera après la Seconde Guerre mondiale avant de disparaître, avec le Castelet, dans la construction d’immeubles modernes.

## Villa des Cigales

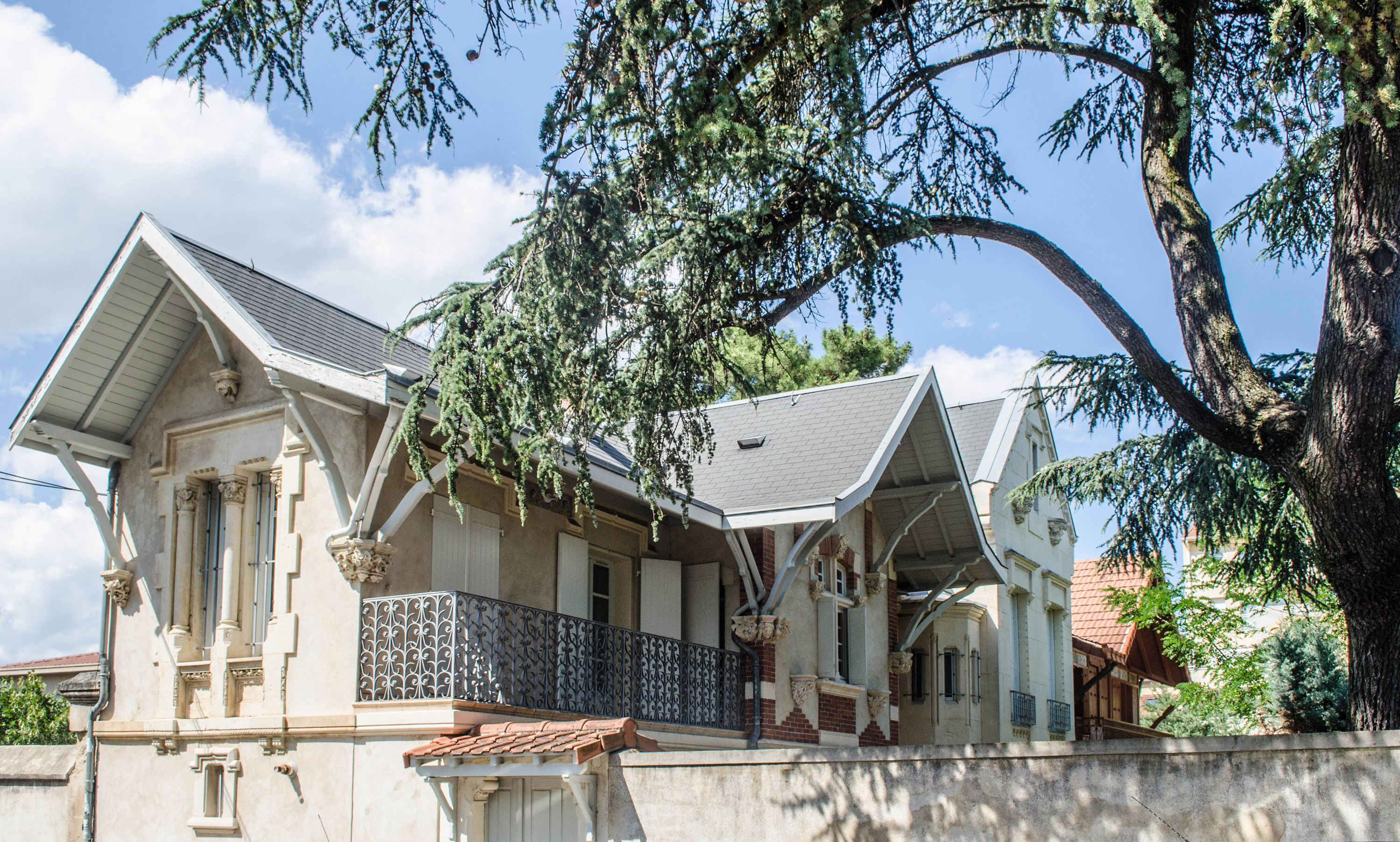
Villa des Cigales.

La villa des Cigales est le premier élément subsistant aujourd’hui du clos Genest. Elle se compose de quatre pavillons juxtaposés, de hauteurs variables avec des pentes de toitures assez prononcées, mais qui n’ont pas plus d’un étage. Les extrémités des poutres et solives sous les avancées des toitures, très saillantes, formant auvent, sont sculptées de têtes fantastiques et grotesques. La décoration emprunte au Moyen Âge et à la Renaissance, avec des fenêtres à meneaux et des décors sculptés. L’intérieur offre de riches décors de gypseries et de mosaïques de verre.
Le dernier pavillon était l’atelier de Casimir Genest.

## Villa Margot

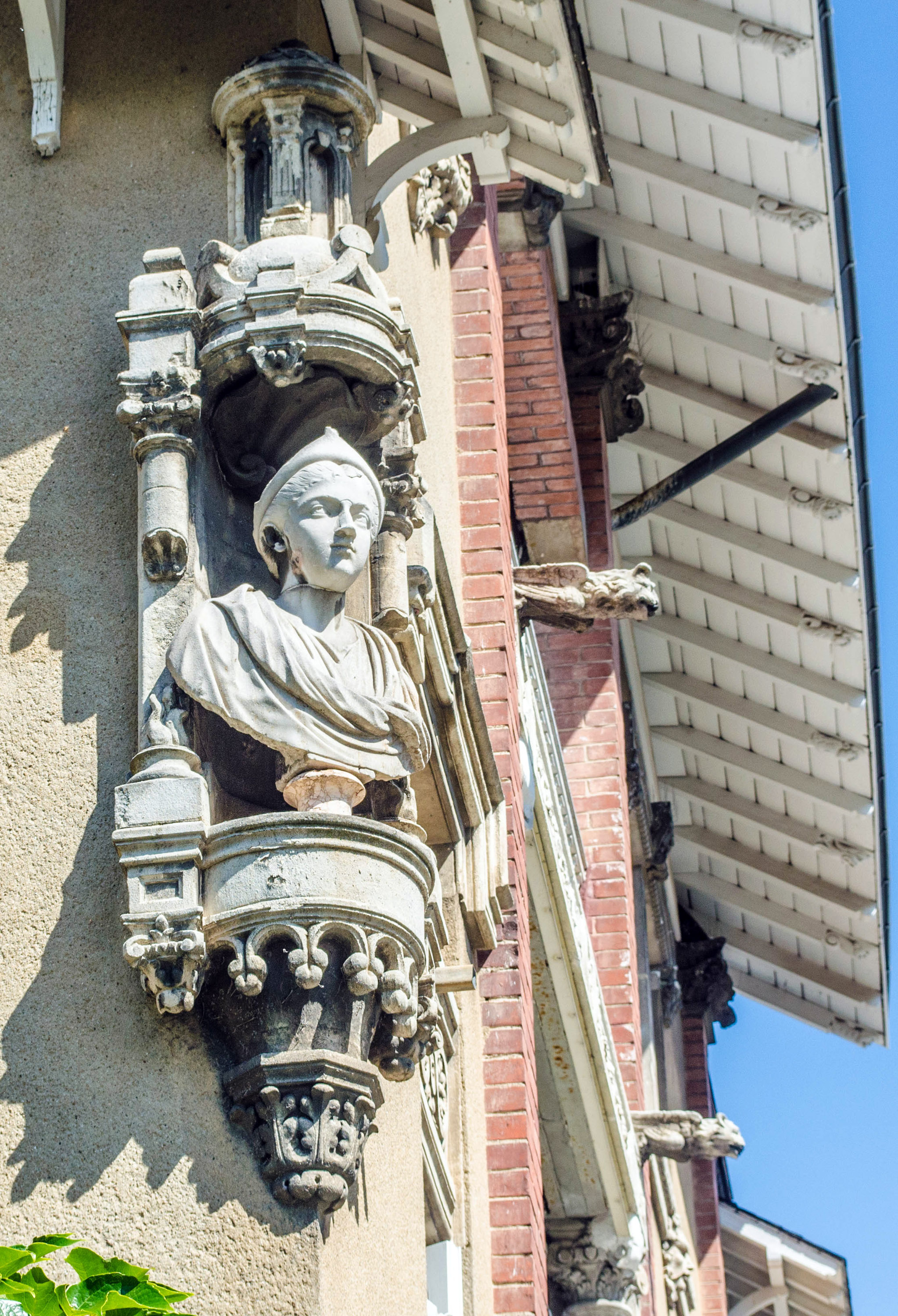
Villa Margot, niche d’angle, gargouilles.

La villa Margot est construite en 1904, pour le mariage de Marguerite, fille de Casimir Genest. Le corps principal, dont la façade longe la rue des Moulins, est à deux étages, coiffé d’un toit à deux pentes, et prolongé à chaque extrémité d’une petite terrasse. La façade est divisée en travées asymétriques délimitées par des pilastres de brique. Deux baies de grande largeur, superposées, constituent les ouvertures principales, et de part et d’autre, comme au rez-de-chaussée, se trouvent des fenêtres d’inspiration Renaissance, certaines à meneaux, toutes encadrées de décors sculptés et de masques grotesques. La villa se complète à droite de deux sections supplémentaires de moindre hauteur (un seul étage), l’une avec une grande porte sommée d’un arc en anse de panier avec à la clé une tête de Bacchus, et au-dessus l’appui de la baie supérieure à meneaux s’orne d’une triple tête : Janus (qui regarde le présent le passé et l'avenir) casquée. Enfin tout à droite une grande porte, remplacée par une large fenêtre moderne, laisse voir la trace de son arc en anse de panier surbaissé et une clé là encore en forme de tête sculptée.

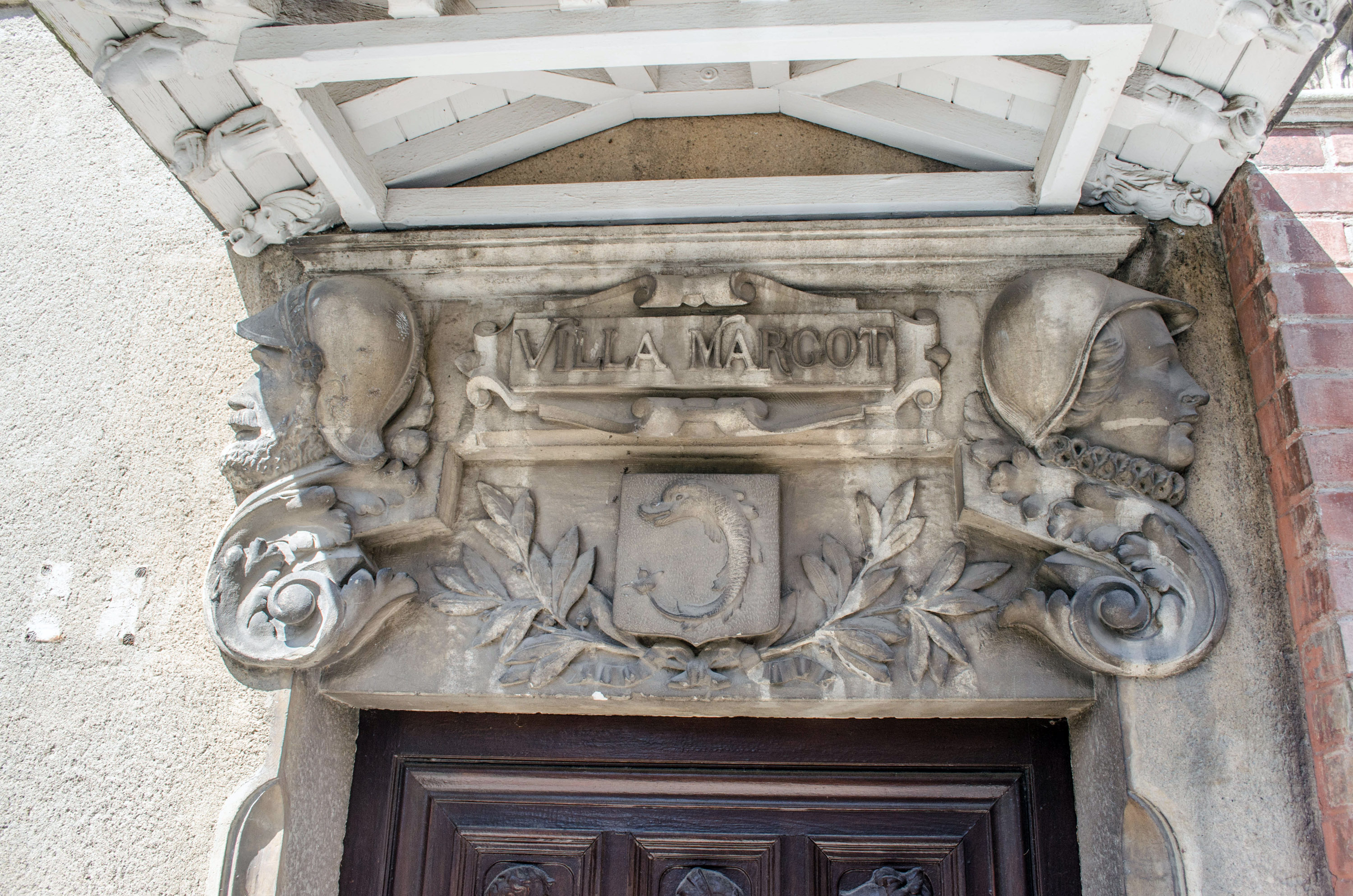
Linteau de la porte d’entrée.
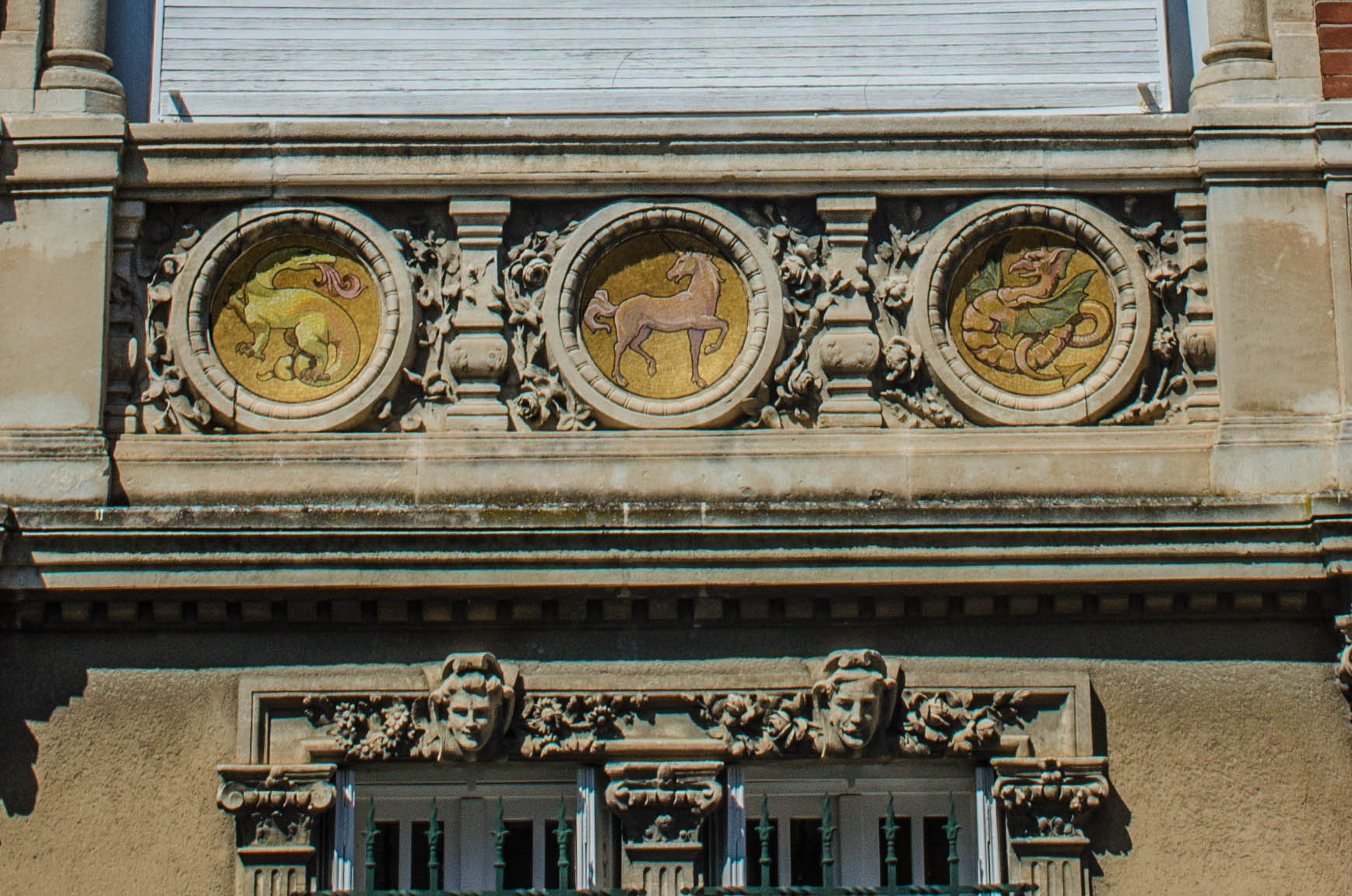
Décor de la baie centrale.
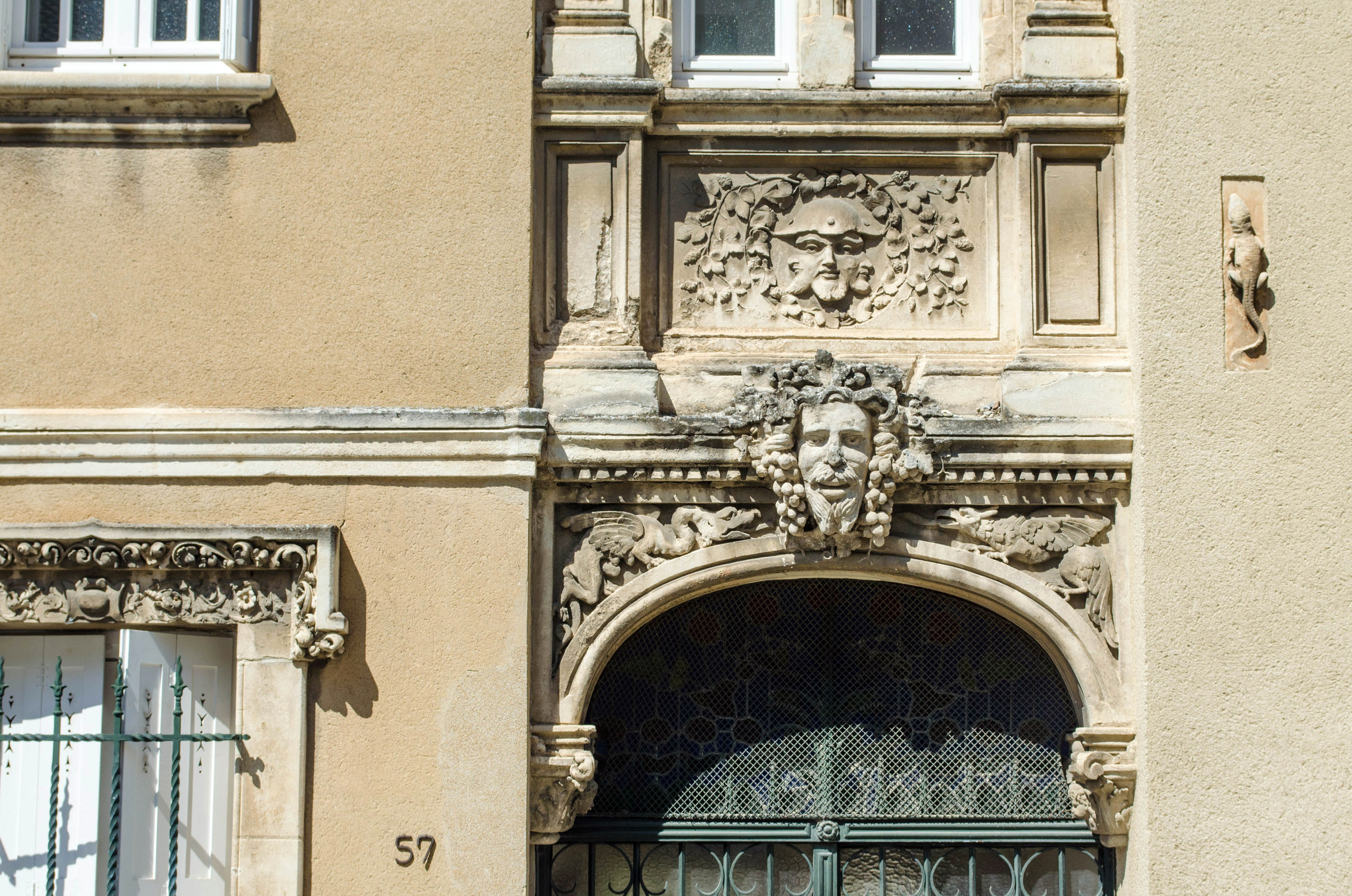
Décors des baies et murs.

Les multiples petits auvents sont une marque du style de Genest : au-dessus des oculus ovales du deuxième étage, au-dessus de la porte d’entrée, de la niche d’angle, et même de la demi-tourelle en encorbellement de la façade latérale.
Les décors emploient un vocabulaire fantastique médiéval dépourvu de toute signification symbolique : dragons, griffons, hippogriffes, licorne… ou Renaissance : têtes, feuillages, références à l’Antiquité. La porte d’entrée, à panneaux sculptés de têtes, est surmontée d’un imposant linteau où un cartouche portant l’inscription « Villa Margot », encadré de deux têtes casquées, surmonte un écu du Dauphiné.
Les façades et toitures de la villa Margot, la villa des Cigales, l'ancien jardin et la fabrique subsistante sont inscrits au titre des monuments historiques par arrêté du 30 juillet 1997.